# 钓宫灯
钓宫灯是景天科伽蓝菜属的一个种，原产马达加斯加。
钓宫灯与全缘钓宫灯近缘且相似，但钓宫灯全株无毛，叶缘有圆齿，萼筒与萼裂片等长，花为橘红色至黄色。
钓宫灯与全缘钓宫灯的杂交品种钓鱼竿宫灯常见栽培，其与钓宫灯原种十分相似，但钓鱼竿宫灯的花梗与花萼有毛，萼裂片较原种细长。

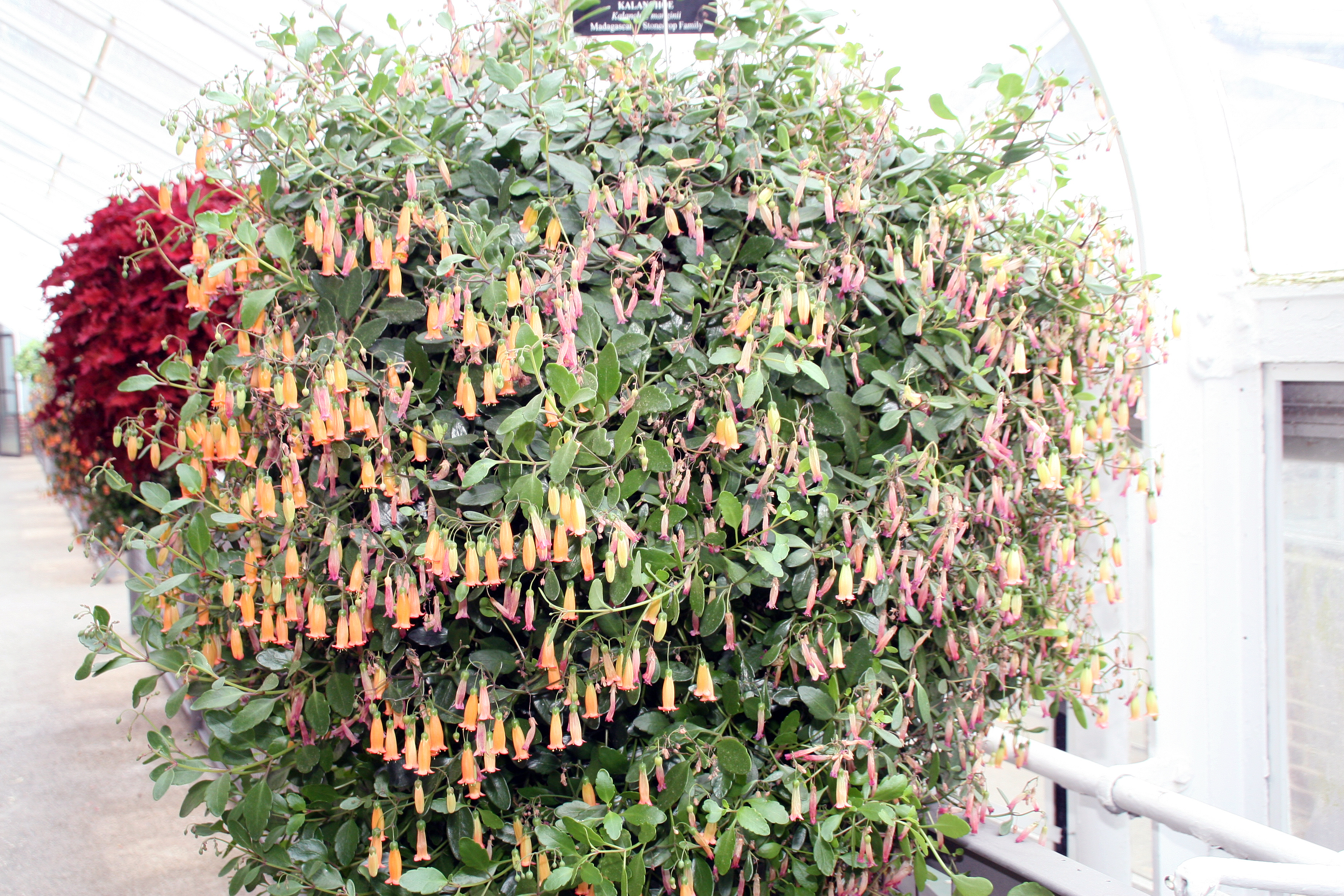
钓鱼竿宫灯